# 프레이리나
프레이리나(스페인어: Freirina)는 칠레 아타카마 주 우아스코 현의 코무나이다.